# Yevgeniy Yarovenko
Yevgeniy Yarovenko - em cazaque, Евгений Яровенко (Karatau, 17 de agosto de 1963) - é um ex-futebolista cazaque, campeão olímpico em Seul 1988.

## Carreira

### Etimologia
Nos tempos de URSS, seu nome era Yevgeniy Viktorovich Yarovenko (Евгений Викторович Яровенко, em russo). Não é cazaque étnico, mas sim descendentes de ucranianos mandados à então RSS do Cazaquistão. Seu nome original, em ucraniano, seria Yevhen Viktorovych Yarovenko (Євген Вікторович Яровенко, em ucraniano).

### Em clubes
Foi na terra de suas raízes que Yarovenko fez sucesso, passando por quatro clubes: Dnipro Dnipropetrovs'k, Nyva Ternopil, Kryvbas Kryvyi Rih e Metalurh Zaporizhzhya (clube onde encerrou a carreira, em 1996). Foi no Qayrat Alma-Ata, da então capital cazaque, que ele mais jogou: 129 partidas entre 1983 e 1988, quando ele saiu para jogar no Dnipro.

### Seleção
Yarovenko foi chamado para o time olímpico da Seleção Soviética ainda no Qayrat, estreando pelo país em 1987, nas qualificações para os Jogos Olímpicos de 1988. Os dois jogos que faria pela seleção principal seriam em amistosos no mesmo ano. O primeiro deles foi em vitória fora de casa sobre a forte Seleção Iugoslava, o que lhe valeu ofertas dos tradicionais Dínamo Kiev, Spartak Moscou e Torpedo Moscou, mas Yarovenko acabaria permanecendo no Cazaquistão.
Integrou o time que terminou com a medalha de ouro nas Olimpíadas de Seul, passando no caminho por Argentina e Itália e derrotando de virada na final o Brasil. Yarovenko compôs uma defesa soviética interrepublicana: Viktor Losev era russo; Syarhey Harlukovich, bielorrusso; Gela Ketashvili, georgiano; e Oleksiy Cherednyk, ucraniano da RSS Tadjique.

### Melhor jogador do Cazaquistão
Até hoje o único jogador do Cazaquistão premiado com um título internacional oficial no futebol, Yarovenko foi eleito o melhor jogador do país nos Prêmios do Jubileu da UEFA, nas comemorações dos 50 anos da entidade. A medalha de ouro, ironicamente, marcou sua última partida por uma seleção: não jogou mais pela URSS, nem mesmo por Cazaquistão ou Ucrânia após a independência destes, tampouco pela Rússia.